# 산죽응아우육

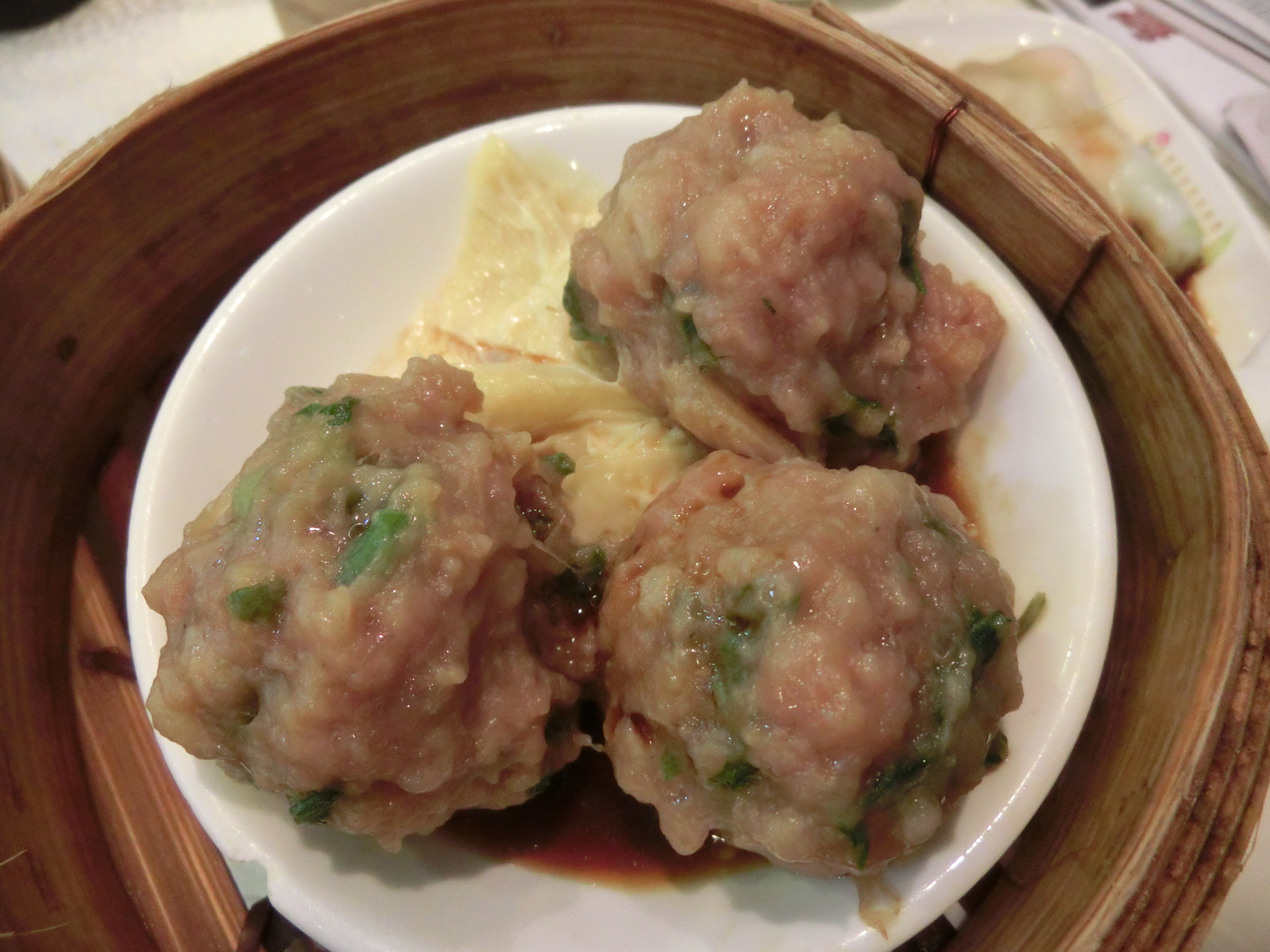
산죽응아우육

산죽응아우육 (중국어: 山竹牛肉丸, 월병: saan1 zuk1 ngau4 juk6 jyun2)은 광둥 요리의 하나로, 고기 완자 요리이다. 다진 고기에 남방개, 고수를 섞어 찜통에 쪄낸 요리이며, 광둥성과 홍콩에서 찾아볼 수 있는 딤섬 메뉴 중 하나이다. 접시에 담아 낼 때에는 육즙에 절이지 않도록 두부껍질이나 완두콩을 깔고 그 위에 완자를 올려 낸다. 우스터셔 소스에 찍어 먹는데, 홍콩에서는 '깁잡' (중국어 정체자: 喼汁, 월병: gip1 zap1)이라고 부른다.
홍콩에서는 냉동 산죽응아우육 제품이 생산되어 일반 슈퍼마켓에서 구입할 수 있다. 식당에 따라서는 두부껍질을 신선한 야채로 대체한 경우도 있는데 이를 '시처이응아우육' (時菜牛肉球)이라 부른다.

## 같이 보기
- 응아우윈
- 딤섬